# Tiirouri
Tiirouri är en ö i Finland. Den ligger i Finska viken och i kommunen Fredrikshamn i den ekonomiska regionen  Kotka-Fredrikshamn i landskapet Kymmenedalen, i den södra delen av landet. Ön ligger omkring 16 kilometer öster om Kotka och omkring 130 kilometer öster om Helsingfors.
Öns area är 0,4 hektar och dess största längd är 100 meter i öst-västlig riktning.